# Мирковичи

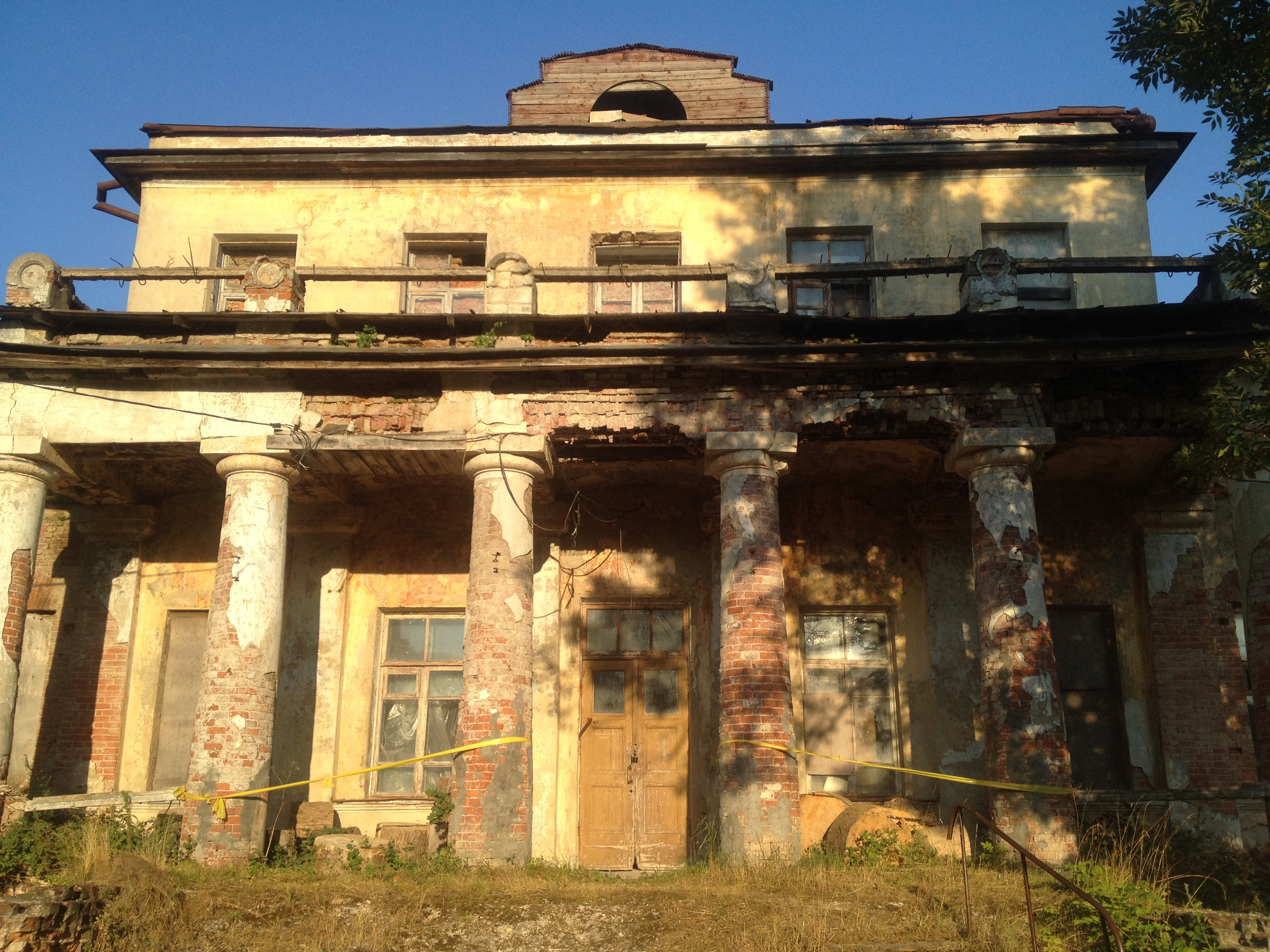
Дом Мирковичей в Николо-Жупани

Мирковичи (серб. Мирковићи) — русский дворянский род, владевший в Тульской губернии усадьбой Николо-Жупань.
Род внесён в II и III части родословных книг С.-Петербургской и Тульской губерний.

## Происхождение и история рода
Происходит из Сербии, откуда Степан Миркович в середине XVIII века выехал в Польшу, а оттуда в Россию и поступил на военную службу (1760). Один из предков Степана Мирковича был сербским владыкою в XVII веке.

## Известные представители
- Миркович Яков Степанович (1745—1817) — статский советник, директор Брестской таможни, в России (с 1760)[1]

- Миркович, Александр Яковлевич (1792—1888) — генерал-майор, участник войны 1812 года.
- Миркович, Фёдор Яковлевич (1789—1866) — генерал от инфантерии, участник войны 1812 года. Гродненский, Минский и Белостокский генерал-губернатор, Виленский военный губернатор, сенатор.
  - Александр Фёдорович (1834—?) — генерал-лейтенант, командир 15-го армейского корпуса.
  - Михаил Фёдорович (1836—1891) — генерал-лейтенант, начальник штаба Виленского военного округа, участник русско-турецкой войны 1877—1878 годов.
  - Любовь Фёдоровна (1821-1885) — фрейлина, жена (с 1844) за статс-секретарём Степаном Фёдоровичем Панютиным.
  - Миркович Александр Александрович (г/р 1828) — полковник лейб-гусарского полка, Одоевский предводитель дворянства.

## Описание герба
Герб надворного советника Якова Мирковича высочайше утверждён  (18 апреля 1801):
Щит поделён серебряным стропилом на голубой и чёрные цвета. Над щитом дворянский коронованный шлем с тремя страусовыми перьями. Намёт голубой, подложен серебром.